# Српска економија за почетнике
Српска економија за почетнике: Време патогених експерата је књига анализа Часлава Кузмановића, посвећена проблемима српске привреде и друштва, са освртом и на домаћу економску политику и на светску економску кризу.
Књигу је објавила београдска кућа „Еверест медиа“ 2013. године, у едицији „Економске теме“. Аутор карикатуре на предњој корици је угледни карикатуриста и стрипар Лазо Средановић, а портрет аутора на задњој корици је урадио уметник млађе генерације Владимир Матић Куриљов.
Аутор је у истој едицији објавио и књигу Светска економија за почетнике: Планетарни финансијски цунами, посвећену светским економским и друштвеним проблемима.